# Leo王
Leo王（英語：Leo Wang，1993年10月29日—），本名王之佑，是出身臺灣高雄的華語流行音樂創作歌手。他是龐克搖滾樂團巨大的轟鳴的主唱，以及饒舌演唱組合夜貓組的成員。
2019年，他以音樂專輯《無病呻吟 有情抒情》獲頒第30屆金曲獎最佳國語男歌手獎獎項。

## 音樂作品

### 巨大的轟鳴時期

#### Mixtape
| 專輯 | 發行日期   | 專輯名稱     | 語言 | 曲目                                                                               |
| 1    | 2013年10月 | 《1st Demo》 | 國語 | 1. 突然決定去泡溫泉 Suddenly Decided to Go to a Hot Spring 2. 大家一起來玩德州撲克 |
| 2    | 2015年6月  | 《2nd Demo》 | 國語 | 1. 你是豬排 Pork You 2. 在路上 On The Road                                         |

#### EP
| 專輯 | 發行日期  | 專輯名稱     | 語言 | 曲目 |
| 1    | 2014年5月 | 《登鸛雀樓》 | 國語 | 1. 登鸛雀樓 Climbing Up the Birdy Tower 2. 小紅帽的悲劇 The Tragedy Of Little Red Riding Hood 3. 我愛妳因為妳有大眼睛 I Love You 'Cause You've got Big Big Eyes 4. 一分耕耘沒有一分收穫 They that Sow in Tears Shall Still Reap in Sorrow |

#### 專輯
| 專輯 | 發行日期  | 專輯名稱           | 語言 | 曲目 |
| 1    | 2016年4月 | 《老子有的是時間》 | 國語 | 1. 媽媽我要吃肉 Mommy I Wanna Eat Meat 2. 美式快餐 American Fast Food 3. 老子有的是時間 Ain't Got Nothing But Time, Son 4. 台上一分鐘 One Minute On Stage 5. ASHS 6. 菜組長 Captain Tsai 7. 你是豬排 Pork You 8. 靠腰毛里森 Hungry Morrison |

#### 單曲
| 專輯 | 發行日期  | 專輯名稱          | 語言                    | 曲目    |
| 1    | 2013年4月 | 《南面而歌101年》 | 國語/台語/客語/泰雅族語 | 1. 前夕 |

### Leo 王時期

#### EP
| 專輯 | 發行日期   | 專輯名稱              | 語言 | 曲目 |
| 1    | 2015年6月  | 《Leo王賣瓜自賣自誇》 | 國語 | 1. Intro 2. 唐伯虎點秋香我點蚊香 feat.許時 3. 怪人屋 4. 把所有煩都燒了讓它變成煙 5. 潘朵拉的暗黑蔬菜便當 6. 晚上八點起床饒舌Cypher feat. Feisualizer |
| 2    | 2016年5月  | 《沙發王》            | 國語 | 1. 沙發王 2. 空空 (feat.春艷) 3. 石頭漫步 4. 我是妳的南八萬 (feat.春艷) 5. 阿飛 6. 90後boy                                                           |
| 3    | 2019年12月 | 《雞腿便當》          | 國語 | 1. 雞腿便當 |
| 4    | 2020年6月  | 《時間的奶昔》        | 國語 | 1. 朋友朋友 2. 時間的奶昔 3. 橋梁 |
| 5    | 2021年6月  | 《消化不良》          | 國語 | 1. 消化不良 2. 白飯 3. 都有體會 4. 鏡子 |

#### 正規專輯
| 專輯 | 發行日期   | 專輯名稱             | 語言 | 曲目 |
| 1    | 2016年8月  | 《羊肉》             | 國語 | 1. Talk shit 2. 90後generation 3. 老師 feat DJ Mr. Gin 4. 羊肉 5. 睡覺 feat 熊仔 6. 你為甚麼要闖紅燈 7. 南部囝仔 feat Sowut 8. 草情歌                                                                         |
| 2    | 2016年12月 | 《藝術家脾氣》       | 國語 | 1. 想起李國修 2. 靈魂拖拉庫 3. 長大十八歲 4. 陪妳過假日 feat. 9m88 5. 藝術家脾氣 feat. PNC, 9m88 6. 沙豬 7. Jam All Night feat. PNC 8. 弟弟怕姐姐 feat. 八八男 9. 喝酒不好                                    |
| 3    | 2018年12月 | 《無病呻吟有情抒情》 | 國語 | 1. 五千塊 feat. 春艷 2. 漏水的房間 3. 呻吟 (Skit) 4. 無病呻吟 feat. 蛋堡 5. 飯太冷先生 6. 幹嘛要這樣講 (Skit) 7. 神經兮兮 8. 快樂的甘蔗人 9. 拖油瓶 10. 欸 (Skit) 11. 嘿 Morrison feat. 李英宏 12. 印尼甘蔗人 |

#### 實況專輯
| 專輯 | 發行日期  | 專輯名稱                                 | 語言 | 曲目 |
| 1    | 2021年2月 | 《顏社煮場秀：Leo王 Live at Meowvelous》 | 國語 | 1. 朋友朋友+時間的奶昔 - Cook the Vibe Version 2. 快樂的甘蔗人 - Cook the Vibe Version 3. 空空 - Cook the Vibe Version 4. 飯太冷先生 - Cook the Vibe Version 5. 橋梁 - Cook the Vibe Version                                                         |
| 2    | 2024年8月 | 《Leo王船 - 燒聲》                       | 國語 | 1. 台灣song (Cover) [燒聲 Version] 2. 五千塊 (燒聲 Version) 3. 阿明 (Cover) [燒聲 Version] 4. 鏡子 (燒聲 Version) 5. 時間的奶昔 (燒聲 Version) 6. 想起李國修 (燒聲 Version) 7. 空空 (燒聲 Version) 8. 得意的一天 (燒聲 Version) 9. 煙 (燒聲 Version) |

#### 單曲
- 2017年 雀斑、Leo王〈不標準情人〉
- 2019年 9m88、Leo王〈最高品質靜悄悄〉
- 2020年 李英宏、Leo王〈以黑擊黑〉
- 2021年 熊仔、大支、Leo王〈憑什麼〉【選秀綜藝節目《大嘻哈時代》主題曲】
- 2023年 Leo王、陳嫺靜〈得意的一天 A no is a no〉【Netflix影集《人選之人-造浪者》片尾曲】
- 2024年 Leo王〈陪我過假日〉
- 2024年 Leo王〈無法凝固 Freestyle〉
- 2024年 顏冠希JY、Leo王〈猴囡仔〉
- 2024年 Leo王、陳嫺靜〈心之所向披靡〉
- 2024年 Leo王、羊駝小姐〈耳朵糖果〉
- 2024年 Leo王、Gummy B〈陀螺 Like A Top〉

### 夜貓組時期

#### Mixtape
| 專輯 | 發行日期  | 專輯名稱   | 語言 | 曲目                                 |
| 1    | 2016年5月 | 《初代目》 | 國語 | 1. 夜貓組 2. 我有病 3. Move your ass |

#### 專輯
| 專輯 | 發行日期   | 專輯名稱     | 語言 | 曲目 |
| 1    | 2017年10月 | 《健康歌曲》 | 國語 | 1. 2017太空漫遊 feat. 李英宏 aka DJ Didilong 2. 墜機 3. 驢子 4. 妳是我的Wifi feat. 國蛋 GorDoN 5. 嘿！小鬼 6. 健康歌 feat. 李英宏 aka DJ Didilong 7. 一起吃早餐 8. 廢物 9. 七十五塊 (skit) 10. 顏社的職場霸凌 (skit) 11. 紙做的 |

### 王品流【Leo王 x PiNkChAiN x Sogare】時期

#### 專輯
| 專輯 | 發行日期  | 專輯名稱             | 語言 | 曲目 |
| 1    | 2024年7月 | 《王品流 Freestyle》 | 國語 | 1. 陀螺 feat. Gummy B 2. 阿嬤拜託 3. 約看牙醫 (Skit) 4. Is It Good to Drink 5. 我們說正經的 (Skit) 6. 阿公打網球 7. 邊走路邊說話 (Skit) 8. Good to Drink (Instrumental Version) 9. 小卡比與9m88巴不到妹妹就巴頭 (First Take of the Night) |

### Leo王 x 小老虎 時期

#### 專輯
| 專輯 | 發行日期  | 專輯名稱 | 語言 | 曲目 |
| 1    | 2025年4月 | 《信歌》 | 國語 | 1. 一盞不滅的燈 (小老虎 第一封信) 2. 悟天 (Leo 第一封回信) 3. 蘇丹的喜愛 (小老虎 第二封信) 4. 回自己家睡覺 (Leo 第二封回信) 5. 為什麼泡在泳池裡面 (小老虎 第三封信) 6. 陪我過假日 (Leo 第三封回信) 7. 姥姥走了 (小老虎 第四封信) 8. 褲子 (Leo 第四封回信) 9. 門廊搖滾 (小老虎 第五封信) 10. Addiction (Leo 第五封回信) 11. 古埃及的紙 (小老虎 第六封信) 12. 拔腿上路 (Leo 第六封回信) |

## 演出作品

### 長篇電影
- 2017年 《痴情男子漢》飾演 歌手/愛神 （與蔡凡熙、王淨共同演出）
- 2018年 《市長夫人的秘密》 （與張少懷、邱志宇共同演出）

### 迷你劇集
- 2021年 《清單速配中》 飾演 王里歐（與張鈞甯、王柏傑共同演出）

### 廣告
- 2020年 聯合利華 《立頓茶佐茶無糖烏龍紅》（與聶雲主演）[2]
- 2022年 必勝客 超台超洗腦比薩神曲〈逗陣Hot台味〉（廖人帥導演，夜貓組、宋偉恩等主演）[3]

## 主持節目
- 2021年 《大嘻哈時代》

## 獎項紀錄
| 年份   | 屆次             | 專輯                          | 獎項             | 作品                                          | 結果 |
| ------ | ---------------- | ----------------------------- | ---------------- | --------------------------------------------- | ---- |
| 2014年 | 第5屆金音創作獎  | N/A                           | 最佳現場演出獎   | 巨大的轟鳴《登鸛雀樓》發片演唱會 - 台北場     | 提名 |
| 2015年 | 第6屆金音創作獎  | N/A                           | 最佳現場演出獎   | 永豐Legacy Taipei 音樂展演空間                | 獲獎 |
| 2015年 | 第6屆金音創作獎  | 《Leo王賣瓜自賣自誇》         | 最佳嘻哈單曲獎   | 〈把所有煩都燒了讓它變成煙〉                  | 提名 |
| 2016年 | 第7屆金音創作獎  | 《老子有的是時間》            | 最佳搖滾專輯獎   | 《老子有的是時間》                            | 提名 |
| 2017年 | 第8屆金音創作獎  | 《藝術家脾氣》                | 最佳嘻哈專輯獎   | 《藝術家脾氣》                                | 提名 |
| 2017年 | 第8屆金音創作獎  | 《藝術家脾氣》                | 最佳嘻哈單曲獎   | 〈陪妳過假日 feat. 9m88〉                     | 提名 |
| 2018年 | 第29屆金曲獎     | 《健康歌曲》                  | 最佳演唱組合獎   | 《健康歌曲》                                  | 提名 |
| 2018年 | 第9屆金音創作獎  | 《健康歌曲》                  | 最佳專輯獎       | 《健康歌曲》                                  | 獲獎 |
| 2018年 | 第9屆金音創作獎  | 《健康歌曲》                  | 最佳嘻哈專輯獎   | 《健康歌曲》                                  | 提名 |
| 2018年 | 第9屆金音創作獎  | 《健康歌曲》                  | 最佳嘻哈單曲獎   | 〈2017太空漫遊 feat. 李英宏 aka DJ Didilong〉 | 提名 |
| 2019年 | 第30屆金曲獎     | 《無病呻吟有情抒情》          | 年度專輯獎       | 《無病呻吟有情抒情》                          | 提名 |
| 2019年 | 第30屆金曲獎     | 《無病呻吟有情抒情》          | 最佳國語專輯獎   | 《無病呻吟有情抒情》                          | 提名 |
| 2019年 | 第30屆金曲獎     | 《無病呻吟有情抒情》          | 最佳國語男歌手獎 | 《無病呻吟有情抒情》                          | 獲獎 |
| 2019年 | 第10屆金音創作獎 | 《無病呻吟有情抒情》          | 最佳嘻哈專輯獎   | 《無病呻吟有情抒情》                          | 提名 |
| 2019年 | 第10屆金音創作獎 | 《無病呻吟有情抒情》          | 最佳嘻哈單曲獎   | 〈快樂的甘蔗人〉                              | 提名 |
| 2020年 | 第31屆金曲獎     | 9m88《平庸之上》              | 年度歌曲獎       | 〈最高品質靜悄悄〉                            | 提名 |
| 2020年 | 第31屆金曲獎     | 《雞腿便當》                  | 最佳裝幀設計獎   | 廖小子《雞腿便當》                            | 提名 |
| 2020年 | 第11屆金音創作獎 | N/A                           | 最佳現場演出獎   | 《Leo王 2019 Simple Urban現場演出》           | 獲獎 |
| 2021年 | 第12屆金音創作獎 | N/A                           | 最佳現場演出獎   | 《Leo王 2021 大港開唱 現場演出》              | 提名 |
| 2023年 | 第58屆金鐘獎     | 《人選之人-造浪者》影集原聲帶 | 戲劇原創歌曲獎   | 〈得意的一天 A no is a no feat. 陳嫺靜〉      | 獲獎 |
| 2023年 | 第14屆金音創作獎 | 《人選之人-造浪者》影集原聲帶 | 最佳嘻哈歌曲獎   | 〈得意的一天 A no is a no feat. 陳嫺靜〉      | 提名 |

## 外部連結
- Leo王的Facebook專頁
- Leo王的Instagram帳戶
- Leo王的Youtube頻道 （页面存档备份，存于）
- Leo王的Soundcloud （页面存档备份，存于）